# ونس بارترن
ونس بارترن (انگلیسی: Vince Bartram؛ زادهٔ ۷ اوت ۱۹۶۸) بازیکن فوتبال اهل بریتانیا است.
از باشگاه‌هایی که در آن بازی کرده‌است می‌توان به باشگاه فوتبال چلتنهام تاون، باشگاه فوتبال ای. اف. سی بورنموث، باشگاه فوتبال آرسنال، باشگاه فوتبال جیلینگام، باشگاه فوتبال بلکپول، باشگاه فوتبال ولورهمپتون واندررز، باشگاه فوتبال هادرزفیلد تاون، و باشگاه فوتبال وست برومویچ آلبیون اشاره کرد.